# Георг (Саксония)
Георг Саксонски (на немски: Georg von Sachsen; пълно име: Friedrich August Georg Ludwig Wilhelm Maximilian Karl Maria Nepomuk Baptist Xaver Cyriacus Romanus von Sachsen; * 8 август 1832, Дрезден; † 15 октомври 1904, Пилниц, днес в Дрезден) от албертинската линия на Ветините, е крал на Саксония от 1902 до 1904 г.

## Биография
Той е вторият син на саксонския крал Йохан Саксонски (1801 – 1873) и баварската принцеса Амалия Августа (1801 – 1877), дъщеря на баварския крал Максимилиан I Йозеф и втората му съпруга Каролина Баденска.
През 1849/1850 г. Георг посещава около шест месеца лекции в университета в Бон. Той е генерал-фелдмаршал през войните.
След смъртта на по-големия му брат Алберт през 1902 г. Георг става на 19 юни 1902 г. на 70 години новият саксонски крал и умира след две години.

## Фамилия
Георг се жени на 11 май 1859 г. в Лисабон за инфанта Мария Анна от Португалия, дъщеря на португалския крал Фердинанд II и Мария II. Двамата имат осем деца:
- Мария Йохана Амалия Фердинанда Антония Луиза Юлиана (1860 – 1861)
- Елизабет Албертина Каролина Сидония Фердинанда Леополдина Антония Августа Клементина (1862 – 1863)
- Матилда Мария Августа Виктория Леополдина Каролина Луиза Франциска Йозефа (1863 – 1933)
- Фридрих Август III Йохан Лудвиг Карл Густав Грегор Филип (1865 – 1932), последният крал на Саксония (1904 – 1918)
- Мария Йозефа Луиза Филипина Елизабет Пия Ангелика Маргарета (1867 – 1944), ∞ Ото, ерцхерцог на Австрия
- Йохан Георг Пиус Карл Леополд Мария Януариус Анаклетус (1869 – 1938)
- Максимилиан Вилхелм Август Алберт Карл Грегор Одо (1870 – 1951)
- Алберт Карл Антон Лудвиг Вилхелм Виктор (1875 – 1900)